# Рянган
Рянган (на чосонгъл: 량강도 или 양강도, правопис по системата на Маккюн-Райшауер Ryanggang-do) е една от деветте провинции в Северна Корея. Административен център на провинцията е град Хиесан (98 137). На север изцяло граничи с Китай, на юг с провинция Южен Хамгьон, на запад с Чаган, а на изток със Северен Хамгьон. Рянган е създадена през 1954 г., когато е отделена от провинция Южен Хамгьон. В Южна Корея провинцията се нарича Янган.
По протежението на северната граница с Китай текат реките Тумъндзян и Ялудзян. Между двете реки е разположен и източникът им връх Пектусан, най-високия на Корейския полуостров. За корейците и манджурите това е мистичното място, където са се зародили двата народа. Севернокорейското правителство твърди, че точно тук е роден Ким Чен Ир, докато родителите му са били в планински лагер на Комунистическата съпротива. В рамките на 20 мили източно от Пектусан китайско-севернокорейската граница е слабо охранявана, което позволява на бежанци от Северна Корея да навлизат в Китай, въпреки че мнозинството от тях предпочитат да прекосят река Тумъндзян. 
Цял Северна Корея е в дълбока икономическа депресия, но провинцията Рянган, заедно със съседните ѝ Северен Хамгьон и Южен Хамгьон са възможно най-бедните в страната, формирайки така наречения Ръждив колан. Той е съставен от индустриализирани градове с множество изоставени фабрики, които вече се разпадат. През 90-те години точно в тези три провинции е най-големият глад, който принуждава много севернокорейци да избягат в Китай.
На 9 септември 2004 г., когато се празнуват 56 години от създаването на Северна Корея става голям взрив, който е познат като Експлозията в Рянган. До този момент този инцидент остава с неизяснен характер.

## Административно деление
Провинция Рянган се състои от 1 град и 11 общини.

### Градове (си)
- Хесан (혜산시; 惠山市)

### Общини (гин)
- Капсан (갑산군; 甲山郡)
- Кимджонсук (김정숙군; 金貞淑郡)
- Кимхьонгвон (김형권군; 金亨權郡)
- Кимхьонджик (김형직군; 金亨稷郡)
- Пегам (백암군; 白岩郡)
- Почхон (보천군; 普天郡)
- Пхунсо (풍서군; 豊西郡)
- Самджийон (삼지연군; 三池淵郡)
- Самсу (삼수군; 三水郡)
- Техондан (대홍단군; 大紅湍郡)
- Унхун (운흥군; 雲興郡)